# Lobsang Jigmé
Kuten
Lobsang Namgyal Thubten Ngodup
Lobsang Jigmé, (tibétain : བློ་བཟང་འཇིགས་མེད, Wylie : blo bzang 'jigs med) né le 5 janvier 1930 à Lhassa et mort le 26 avril 1984 à Dharamsala, est un moine tibétain, médium de l'oracle de Nechung, l'oracle d'État du Tibet, le 16e Kuten.

## Biographie

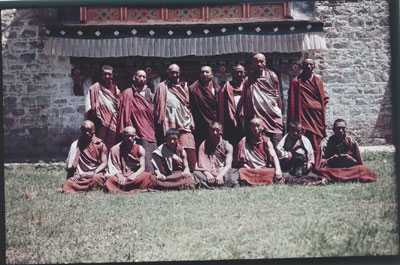
Groupe de moines du monastère de Nechung. Le second moine sur la gauche, assis, avec un chien sur ses genoux est le jeune Lobsang Jigmé avant qu'il ne devienne le médium de l'oracle de Nechung.

Lobsang Jigmé est né à Lhassa au Tibet le 5 janvier 1930.
Son père est mort alors qu'il était jeune. Sa mère le fit entrer au monastère de Nechung à l'âge de 7 ans, sur les conseils de Demo Rinpoché. En 1945, peu de temps après la mort de Lobsang Namgyal, le 15e Kuten de Nechung, Lobsang Jigmé effectua la danse du Kuten en transe. Consulté, l'oracle de Gadong déclara qu'il s'agissait d'une manifestation du protecteur de Nechung. Il fut départagé d'autres candidats par tirage au sort. Cette même année, il fut proclamé médium de l'oracle de Nechung. Ce fut la première fois que Péhar se manifestait par un moine de Nechung et un enfant. Il eut un rôle important pour le Tibet et pour son successeur Thubten Ngodup, qui précise que ses prophéties furent nombreuses et justes. En 1949, il fut interrogé par le gouvernement tibétain sur la Chine où la révolution communiste se déroulait, rappelant les mises en garde prophétiques du testament du 13e dalaï-lama. Se tournant vers l'est, le Kuten inclina une quinzaine de fois la tête violemment vers la Chine dans une frénésie qui terrifia le gouvernement et le  14e dalaï-lama. Le message non verbal semblait clair : la violence et le danger vendrait de Chine,. Le 7 octobre 1950 se produisit l'intervention militaire chinoise au Tibet. A Lhassa, des rumeurs et des affiches demandaient l'intronisation immédiate du dalaï-lama. L'oracle de Nechung, appelé au Potala, se concentra, s'approcha du jeune dalaï-lama et déposa une khata sur ses genoux déclarant « Son temps est venu ». Le régent Taktra Rinpoché s'inclina, et remit les responsabilités temporelles et spirituelles au dalaï-lama qui fut intronisé le 17 novembre 1950 au cours d'une cérémonie à laquelle assistèrent quelques dignitaires étrangers présents dans la capitale.
Le 2 janvier 1951, le dalaï-lama, son entourage et des membres du gouvernement tibétain rejoignent Yatung, près de la frontière du Sikkim. Lobsang Jigmé n'était alors pas avec eux. En 1951, Lobsang Jigmé tombe malade, peut-être en raison du stress physique lié aux possessions, il contracte une arthrite. Dorjé Drakden continue d'avoir recours à lui, et donne comme instruction au dalaï-lama de se rendre en Inde en 1956 et d'y forger les premiers contacts avec Nehru et le gouvernement indien qui furent vitales aux réfugiés tibétains. 
En février 1956, lors des festivités du nouvel an tibétain, Lobsang Jigmé déclara « La lumière du Yeshin Norbou, le Joyau qui exauce tous les souhaits, brillera à l'ouest ! », une annonce qui s'avéra prophétique, Yeshin Norbou étant un des noms du dalaï-lama. En 1958, Dorjé Drakden fait une déclaration laissant penser qu'il aurait le moyen d'aider le dalaï-lama à fuir. 
Dans son ouvrage Au loin la liberté, le dalaï-lama rapporte que le 10 mars 1959 marqua l'arrivée en masse des habitants de Lhassa, venus le défendre contre les Chinois devant le Norbulingka. Des tensions s'accrurent entre les Tibétains et les Chinois. En dépit d'une demande de dispersion de la foule par le dalaï-lama, une grande partie resta sur place. C'est alors que le dalaï-lama consulta l'oracle qui lui fit savoir qu'il devait rester et maintenir le dialogue avec les Chinois, suscitant pour la première fois un doute quant à cette décision. Dans les jours suivants, Ngabo Ngawang Jigmé informa le dalaï-lama que l'Armée populaire de libération s'apprêtait à attaquer la foule et à bombarder le Norbulingka. Le 17 mars, le dalaï-lama se tourne à nouveau vers l'oracle qui à sa surprise s'écria « Va-t'en ! Va-t'en ! Ce soir ! », s'avançant ensuite pour écrire de façon claire et détaillée l'itinéraire que le dalaï-lama devait emprunter depuis le Norbulingka jusqu'à la frontière. Quand l'oracle s'évanouit, 2 obus de mortier explosèrent dans le marais près de la porte nord. Rétrospectivement, le dalaï-lama pense que Dorjé Drakden savait dès le début qu'il devait quitter Lhassa le 17 mars, mais qu'il ne le dit pas immédiatement, pour éviter que la nouvelle ne se répande. Il précise que le mo, une autre méthode de divination, confirmait les conseils de l'oracle.
Le 20 mars 1959, alors que Lhassa résonne des bombardements chinois, il rejoint le monastère de Drépung, où les moines interrogent Dorjé Drakden qui déclare que si les Chinois ne sont provoqués, ils ne tireront pas sur le monastère et que Lobsang Jigmé doit partir après la transe vers le sud du Tibet et suivre la même route que le dalaï-lama, qu'il rejoint dans ses quartiers temporaires à Birla House à Mussoorie. Quelques années plus tard, le docteur Yeshi Donden réussit à le guérir de son arthrite invalidante.  
Lobsang Jigmé est décédé à Dharamsala en Inde le 26 avril 1984.